# Ескадрені міноносці типу «Аетос»
Тип «Аетос» — це чотири есмінці, які спочатку були побудовані для ВМС Аргентини як тип «Сан Луіс», втім через фінансові розбіжності аргентинці відмовились оплачувати виготовлені кораблі. Грецькою мовою вони відомі як Тірія ( грец. Θηρία, «Дикі звірі»),  за назвами кораблів. 
Вони були придбані Королівським флотом Греції в жовтні 1912 року, коли грецький уряд розширив свій флот після поразки в греко-турецькій війні 1897 року та в очікуванні Балканських війн . У грудні 1916 року, під час Першої світової війни, три есмінці були захоплені Францією та служили у французькому флоті до 1918 року, усі, крім «Пантір». У 1918 році їх повернули до Греції. 
У 1924–1925 роках кораблі пройшли серйозну модернізацію (зокрема були їх рушії були переведені на нафту). Кораблі продовжили службу під час Другої світової війни, де вони воювали на боці союзників. «Леон» був потоплений німецькою авіацією в затоці Суда на Криті.
Інші три есмінці пережили війну і використовувалися як станційні кораблі під час громадянської війни в Греції. Вони були виведені зі складу флоту в 1946 році.